# وحيد في المنزل 3
وحيد في المنزل 3 (بالإنجليزية:Home Alone 3)، هو فيلم أمريكي من نوع كوميديا عائلية، أنتجت سنة 1997، وتدور القصة حول عائلة تركت ابنها وحيدا في المنزل ومعه رقاقه تخص قوات الدفاع الجوي جائت بالخطأ عن طريق لعبة ، وأراد الاشرار سرقة الرقاقة واختطاف الطفل، لكن الطفل دبر لهم المقالب والخدع في انحاء المنزل.

## وصلات خارجية
- وحيد في المنزل 3 على موقع IMDb (الإنجليزية)
- وحيد في المنزل 3 على موقع روتن توميتوز (الإنجليزية)
- وحيد في المنزل 3 على موقع نتفليكس (الإنجليزية)
- وحيد في المنزل 3 على موقع قاعدة بيانات الأفلام العربية
- وحيد في المنزل 3 على موقع ألو سيني (الفرنسية)
- وحيد في المنزل 3 على موقع Turner Classic Movies (الإنجليزية)
- وحيد في المنزل 3 على موقع أول موفي (الإنجليزية)
- وحيد في المنزل 3 على موقع بوكس أوفيس موجو (الإنجليزية)
- وحيد في المنزل 3 على موقع فيلمافينيتي (الإسبانية)
- وحيد في المنزل 3 على موقع قاعدة بيانات الأفلام السويدية (السويدية)